# Árabe argelino
Entende-se como árabe argelino o dialeto ou o conjunto de dialetos da língua árabe falados na Argélia. A língua é falada por 97.3% da população do país. A forma oral da língua difere bastante da forma escrita e seu vocabulário apresenta muitos neologismos e palavras oriundas de línguas bérberes, da língua turca, do espanhol e do francês e, como no caso das demais formas dialetais do árabe, perdeu as terminações de caso gramatical originárias da língua escrita.
É falado principalmente nos lares e entre amigos, é usado em canções e quase não apresenta forma escrita. O árabe argelino há ainda variações locais significativas: o chamado árabe jijel é particularmente notável por sua pronúncia do fonema qaf como kaf e pelas muitas palavras de origem do bérbere. Os dialetos de algumas cidades portuárias mostram forte influência do vocabulário de dialeto árabe andaluz trazidos por refugiados de Al-Andalus.
O árabe argelino é parte de um contínuo dialetal com o árabe magrebino (Darija), ambos se confundem de forma gradual com o árabe marroquino e o árabe da Tunísia nas respectivas fronteiras.

## Dialetos do árabe argelino
São dois os dialetos principais:
- Árabe oral argelino: Falado atualmente (2005) por cerca de 36 milhões de pessoas na Argélia e por cerca de 2 milhões em países para onde emigraram argelinos tais como Bélgica (120.000), França (5.000.000), Alemanha (106.238), Reino Unido (345.000), São Pedro e Miquelão).
- Árabe oral saharaui argelino: com cerca de 100 mil falantes na Argélia, quase todos na fronteira do país com Marrocos (região da Cordilheira do Atlas). Cerca de 10 mil pessoas falam essa forma do árabe no vizinho Níger.

Na Argélia são faladas também línguas bérberes como 'Tamazight).

## Escrita
A língua é escrita com o alfabeto árabe numa forma que apresenta 16 símbolos para vogais e ditongos; e 31 consoantes, apresentado essas letras formas diferentes para sua posição nas palavras: Inicial, medial, final e isolada.